# Otome Yōkai Zakuro
Otome Yōkai Zakuro (おとめ妖怪 ざくろ lit. Zakuro, la doncella demonio?) es un manga japonés escrito e ilustrado por Lily Hoshino. Comenzó a publicarse por entregas en noviembre del 2006 en la revista manga seinen Comic Birz. El primer volumen tankōbon fue publicado por Gentōsha en enero del 2008, hasta septiembre del 2010, cinco volúmenes han sido publicados. Una adaptación anime producido por J.C.Staff y dirigida por Chiaki Kon se transmitió en Japón en octubre del 2010.

## Argumento
La historia se desarrolla en Japón en vías de occidentalización, donde los seres humanos y espíritus conviven. Para mantener la armonía entre los dos, se crea el Ministerio de Asuntos Espirituales, el cual se establece a representantes tanto humanos y espíritus. Los tenientes Kei Agemaki, Yoshinokazura Riken, y Hanakiri Ganryu son elegidos para ser los representantes humanos y a Zakuro, Suzuskihotaru y las gemelas Bonbori y Hozuki, como representantes de los espíritus. Sin embargo, Zakuro no puede soportar a los seres humanos que aceptan las prácticas de los jesuitas con tanta facilidad y Agemaki tiene un temor grave a los espíritus.

### Personajes

#### Principales
Zakuro (西王母桃?)
Es una medio-espíritu de zorro cabeza dura, líder del equipo de los espíritus que pertenece al Ministerio de Asuntos Espirituales. Es quien posee la mayor eficiencia en combate del Ministerio. Se preocupa mucho por sus amigos y hace lo imposible para protegerlos. Es la yokai más poderosa. Tiene un hermano mayor: Omodaka. Él es el líder de un clan. La madre de Zakuro y Omodaka era la antigua cabeza de este, pero al huir, la responsabilidad del clan recayó en el hermano mayor.
Kei Agemaki (総角 景 Agemaki Kei?)
2.º Teniente de la Armada Imperial y compañero de Zakuro en el Ministerio de Asuntos Espirituales. Es apuesto y culto. Sus palabras pueden enamorar a muchas mujeres. Tiene un fuerte sentido de la justicia y le teme a los espíritus, excepto a su madre y a su hermana. Pertenece a  una familia rica donde su padre es comandante.
Susukihotaru (薄蛍?)
También es un medio-espíritu como Zakuro, aunque su personalidad es completamente diferente. Es tímida y maternal. Creció junto a Zakuro y siente un gran afecto por ella. A través del contacto físico, puede conectarse tanto con objetos como con personas, pasando los capítulos empieza a tener afecto por compañero Riken y el por ella.
Riken Yoshinokazura (芳野葛 利剱 Yoshinokazura Riken?)
2.º Teniente de la Armada Imperial y compañero de Susukihotaru en el Ministerio de Asuntos Espirituales. Es serio, estoico y de mirada intimidante. Sin embargo, es muy gentil y confiable, también comienza a sentir afecto por Susukihotaru.
Bonbori (雪洞?) y Hozuki (鬼灯 Hōzuki?)
Son medio-espíritus gemelas que también han sido elegidas para representar a los espíritus en el Ministerio de Asuntos Espirituales. Son muy alegres y divertidas. Bonbori es la mayor y la más optimista. Hōzuki es la menor y la de más carácter. A pesar de tener un oscuro y triste pasado, siempre están sonriendo. Se especializan en el control de los pétalos mágicos, con los cuales pueden marcar y localizar a los enemigos.
Ganryu Hanakiri (花桐 丸竜 Hanakiri Ganryū?)
Es el segundo Teniente más joven de la Armada Imperial y compañero de Bonbori y Hōzuki en el Ministerio. Es muy inteligente y aspira a convertirse en el Mariscal de Campo más joven de la historia, además es el único que puede distinguir entre ellas.

#### Secundarios
Mamezo (豆蔵 Mamezō?)
Es el compañero de combate de Zakuro. Es alegre y disfruta de molestar a Kei.
Kushimatsu (櫛松?)
Es una kitsune blanca quien recibe los casos sobrenaturales y los asigna a los miembros del Ministerio de Asuntos Espirituales. Fue quien rescató a Zakuro, Susukihotaru, Bonbori y Hōzuki, convirtiéndose en una madre para ellas.
Amaryoju (雨竜寿 Amaryōju?)
Es un espíritu que actúa como el jefe del Ministerio de Asuntos Espirituales.

#### Otros
Sakura (桜?) y Kiri (桐?)
Son dos pequeños y juguetones espíritus. Sakura es la compañera de combate de Susukihotaru mientras que Kiri lo es de Bonbori y Hōzuki. Sienten un gran aprecio por Kei y siempre lo buscan para jugar.
Mitsumasu, Mitsuogi y Mitsubaicho
Es un trío de espíritus que se encargan de los labores cotidianos del Ministerio.

## Lanzamiento

### Manga
Ha sido publicado en la revista Comic Birz de la editorial Gentōsha. A la fecha, presenta 9 tomos y aun sigue en publicación.

### Anime
La serie de Anime ha sido adaptada por los estudios J.C.Staff, Aniplex y Lantis. La misma, constó de 13 episodios que fueron televisados por las cadenas AT-X, TV Aichi, TV Osaka y TV Tokyo.